# Отон
Марко Салвије Отон (28. април 32 — 16. април 69) био је римски цар од 15. јануара 69. до своје смрти.

## Младост
Отон је рођен 28. априла нове ере 32. Његов деда Марко је био сенатор, а Клаудије је доделио статус патриција Отовом оцу Луцију Салвију Отону.
Јувенал, у одломку у Сатири II који исмева мушку хомосексуалност, посебно помиње Отона као сујетног и женственог, који се гледа у огледало пре него што крене у битку, и „маже лице тестом“ да би изгледао добро.

## Порекло и успон на власт
Отон је припадао старој и угледној етрурској фамилији пореклом из Ферентинума. У римском високом друштву појавио се у друштву екстравагнтних младих аристократа који су окруживали цара Нерона. Пријатељство са Нероном је раскинуто 58. године због Попеје Сабине. Она је била Отонова жена, а када се упознала са Нероном, постала је царева љубавница. Касније се Попеја Сабина развела од Отона, а Нерон га је послао у удаљену провинцију Лузитанију. 
Отон је остао у Лузитанији следећих десет година, управљајући умерено том земљом. Када је 68. године, Галба, тада управник Тараконске Хиспаније подигао устанак против Нерона, Отон га је стао на његову страну и стигао у Галбиној пратњи до Рима. Отон је пратио новог цара Галба у Рим у октобру 68. Пре него што је ушла у град, Галбина војска се борила против легије коју је Нерон организовао. Галба је био стар и није имао деце и Отон се надао да ће наследити. Отон је склопио тајни споразум са једним Галбиним љубимцем, Титом Винијем да се ожени његовом ћерком ради Винијеве подршке. Али у јануару 69. године, године четири цара, Галба је формално усвојио Луција Калпурнија Пизона, што је уздрмало Отонове наде. 1. јануара 69, четврта и осамнаеста легија Супериорне Германије одбиле су да се закуну на лојалност цару. Срушили су статуе Галбе и захтевали да се изабере нови цар. Следећег дана, војници инфериорне Германије такође су одбили да се закуну на своју лојалност и прогласили су гувернера провинције Аула Вителија за цара.
Разочаран, Отон се одлучио да подигне устанак. Нашао је новца да купи услуге двадесетак војника преторијанске гарде. У јутро 15. јануара, само пет дана од Пизоновог усвојења, Отон је журно отишао до својих присталица који су се окупили на Палатину. Одатле је праћен присталицама отишао до логора преторијанске гарде, где је био поздрављен као нови цар.
Галбу су напустили његови војници и он је убрзо заједно са Пизоном био брутално убијен. Њихове главе су постављене на мотке и Отон је проглашен за цара. Сенат је брзо реаговао и доделио му трибунска овлашћења и друге магистратуре које припадају цару. Свој успех је Отон дуговао Галбином одбијању да плати преторијанце како је обећао приликом доласка на престо.
Неронове статуе су поново постављене, његови кућни службеници су поново постављени, укључујући младог кастрираног дечака Споруса којег је Нерон узео за брак и са којим ће Ото такође живети интимно. Народ га је хвалио као „Нерона Отоа“, иако се Отону није допала та титула.

## Опадање и пропаст
Отон је прихватио, или је изгледало да је прихватио, когномен Нерон, што је требало да значи да ће се он ослањати на присталице последњег Јулијевско-клаудијевског цара. Неронове статуе су опет подигнуте, а чак је био у плану и довршење Неронове Златне палате. 
Отон је убрзо сазнао да се неколико германских легија изјаснило за Вителија, који је већ кренуо према Италији. Отон је покушао да се нагоди са Вителијем, али безуспешно. Затим је почео да припрема рат. Провинције Далмација, Панонија, Горња Мезија, Доња Мезија су стале на његову страну, а могао је да рачуна и на помоћ преторијанске гарде. Такође, римска морнарица је стала на Отонову страну. 
Флота је била послата у правцу Лигурије, а сам Отон је на челу копнених снага из Рима кренуо средином марта. Отон није стигао да спречи Вителијев прелаз преко Алпа. До одлучујуће битке дошло је код Бедријака, иако је већина Отонових официра била за то да се сачека војска из Далмације. Али, превагу је однело другачије мишљење које је заступао царев брат Тицијан; сам Отон се са брзом битком сложио, понајвише из нестрпљења. Отонова војска је у две битке поражена, а преживели Отонови војници су прешли на страну Вителија. 
Иако је још увек поседовао значајну војску, а помоћ из Далмације се приближавала, Отон се одлучио на самоубиство. На његовом гробу подигнуто у близини скромно је писало Diis Manibus Marci Othonis.
Отон је имао тридесет седам година у часу смрти, а владао је свега 91 дан у години која је касније названа година четири цара.